# Catocala nigrata
Catocala nigrata là một loài bướm đêm trong họ Erebidae.